# Базиндре, Амина Джибо
Амина Джибо Базиндре (род. 28 января 1955 года) — посол республики Нигер в России. Вручила верительную грамоту 5 февраля 2010 года.

## Биография
Амина Базиндре родилась 28 января 1955 года.
- В 1975 году окончила Африканский институт экономического развития и планирования (ИДЕП) в Дакаре, Сенегал. Специальность — экономическое развитие и планирование.
- В 1981 году окончила университет Бенина. Глава внешнеполитического сообщению торговли при Министерстве торговли.
- 1982 год — служила в посольстве Нигера в Хартуме, Судан. Администратор в Министерстве иностранных дел, в секции политики и культуры.
- 1987 год — Администратор секции Западной и Южной Европы.
- 1995 год — советник посольства в Брюсселе.
- 2001 год — глава зарубежного бюро Министерства иностранных дел Нигера, а также Управления децентрализованного сотрудничества и некоммерческих организаций[3].

Владеет французским, английским, а также языками джерма, хауса и канури.